# Karl Traugott Queisser
Karl Traugott Queisser (Döben bei Grimma, 11 gennaio 1800 – Lipsia, 12 giugno 1846) è stato un trombonista, violista e violinista tedesco, membro dell'orchestra del Gewandhaus diretta da Felix Mendelssohn Bartholdy.
Queisser divenne noto in tutta la Germania e si esibì in molti festival musicali a cui presero parte altri virtuosi, tra i quali Franz Liszt, Clara Schumann e Niccolò Paganini.

## Biografia
Karl Traugott Queisser nacque nella locanda affacciata sulla piazza del villaggio di Döben bei Grimma, all'epoca nel Principato Elettorale di Sassonia. Suo padre era il locandiere e dipendente del castello Karl Traugott Benjamin Queisser, a sua volta figlio di un organista e maestro di scuola, che organizzava regolarmente concerti e manifestazioni coreutiche. Il giovane Queisser divenne un allievo del musico cittadino di Grimma, e nel 1817 si recò a Lipsia per studiare con il musicista Wilhelm Leberecht Barth (1775-1849). Qui prese delle lezioni di violino dal concertista Heinrich August Matthäi (1781-1835). Dal 1822 suonò il trombone e la viola nell'Orchestra del Gewandhaus di Lipsia, e dal 1824 al 1846 fu solista di viola nel Gewandhaus-Quartett. Nel 1830 fu direttore musicale di ambedue le corali di Lipsia.

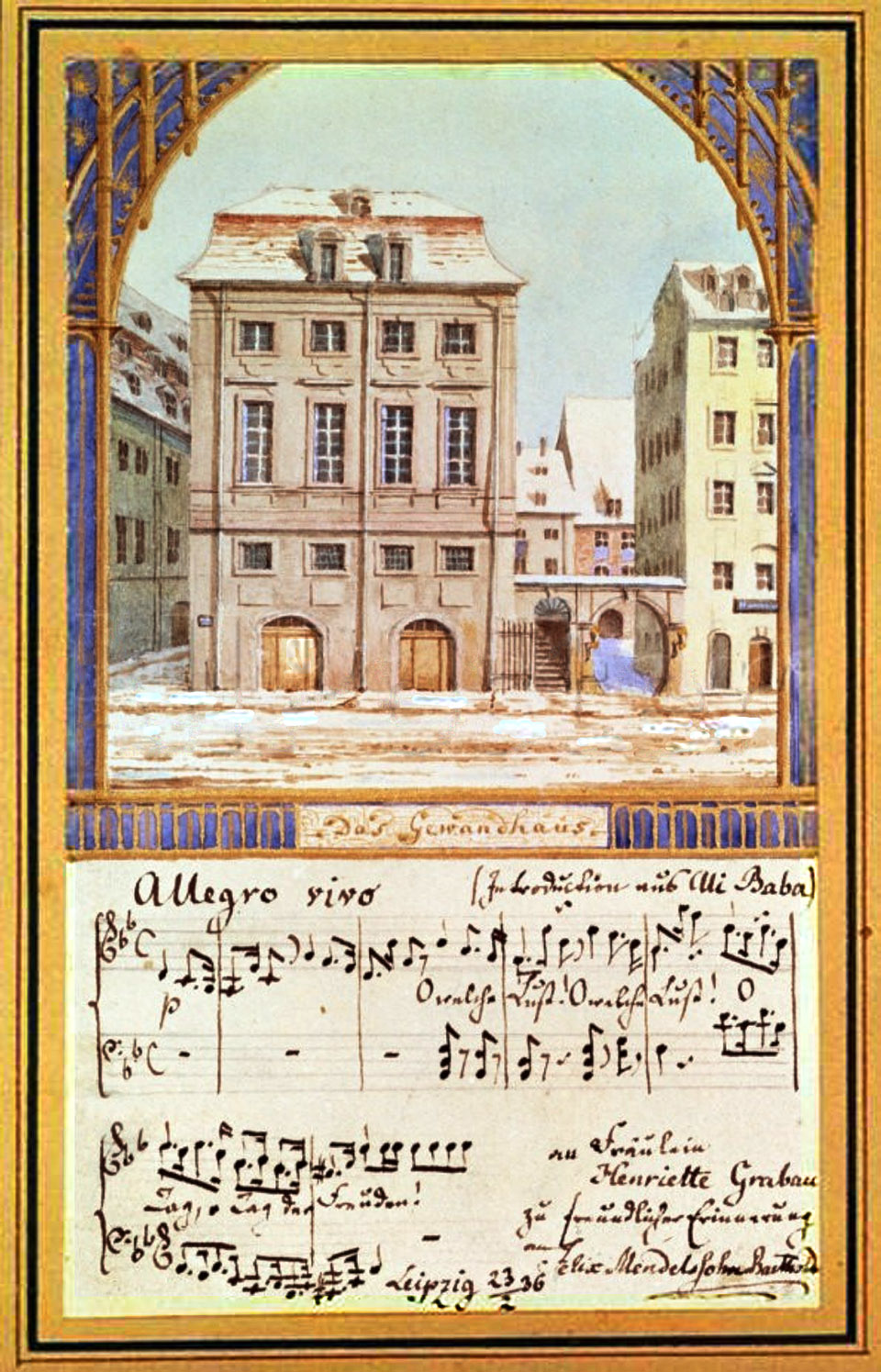
Gewandhaus di Lipsia nel 1836, acquerello e dedica di Felix Mendelssohn

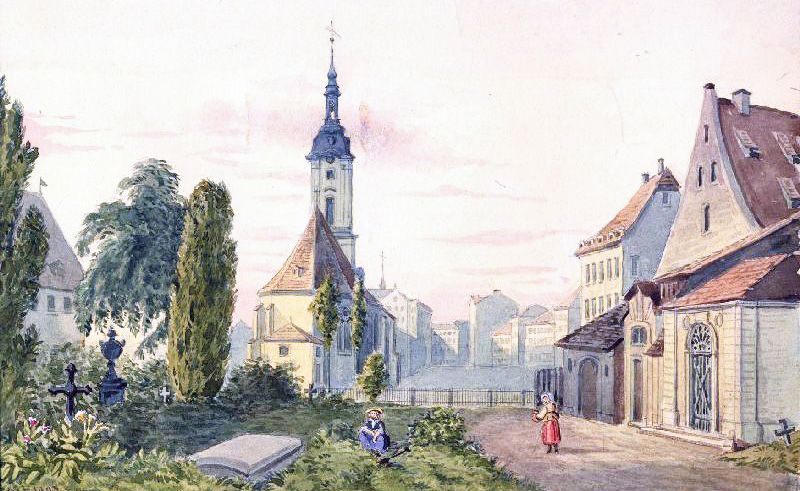
Anonimo, Vecchio cimitero di San Giovanni di Lipsia, 1903

Queisser divenne celebre presso i suoi contemporanei come un eccezionale trombonista: Robert Schumann (1810-1856) lo definì persino "il dio del trombone" („Posaunengott“). Ferdinand David (1810-1873) compose per lui il Concertino per trombone e orchestra in mi bemolle maggiore, op. 4, che Queisser eseguì per la prima volta nella Gewandhaus con la direzione di Felix Mendelssohn, ottenendo un immediato successo. Un contemporaneo scrisse, riguardo alle sue capacità come trombonista: 
 Il trombone era già annoverato tra gli strumenti delle bande musicali, cittadine e militari, ma a Lipsia non c'era la possibilità di perfezionarsi nello studio di questo strumento. All'epoca non era ancora stato utilizzato in Sassonia come strumento solista, se si eccettuano alcune esibizioni di Friedrich August Belcke (1795-1872); per questo motivo, dopo un anno dal suo arrivo a Lipsia, il musicista si trasferì a Berlino per suonare nella cappella reale di Prussia.
Queisser aveva avuto la prima possibilità di esibirsi come solista di trombone con l'orchestra della Gewandhaus nel 1820, mentre stava ancora presso il musico cittadino Barth. Eseguì una composizione del violinista della Gewandhaus Carl Heinrich Meyer (1772-1837) che vi aveva inserito una parte per trombone solista. Nel 1829 fu tra i fondatori e diresse la lipsiana "Società musicale Euterpe" e per un certo periodo fu anche il primo violino di questa giovane orchestra, rivale di quella della Gewandhaus. Oltre che in numerosi concerti a Lipsia, si esibì come solista in tutta la Germania, in città come Amburgo, Berlino e Dresda.
L'improvvisa morte di Karl Traugott Queisser, avvenuta il 12 giugno 1846, causò grande costernazione tra gli amanti della musica di Lipsia. Sull'Allgemeinen musikalischen Zeitung comparve come necrologio un articolo a due colonne sulla vita e le opere di Queisser. Anche la stampa esterna al regno, come quella berlinese, lo riconobbe come un grande virtuoso e un'amabile persona. Due giorni dopo fu sepolto nel vecchio cimitero di San Giovanni con una grande partecipazione di folla. I suoi amici e ammiratori organizzarono diversi concerti in sua memoria e a sostegno della sua famiglia in lutto, uno dei quali, con 150 esecutori diretti da Albert Lortzing, si tenne nel giardino della Schützenhaus alla presenza di 4000 spettatori. In un altro concerto, Ferdinand David e Felix Mendelssohn Bartholdy eseguirono la Sonata a Kreutzer di Beethoven, per onorare il loro stimato Queisser.

### Vita privata
Due fratelli di Karl Traugott Queisser, Johann Gottlieb e Friedrich Benjamin, erano anch'essi noti suonatori di ottoni. 
Nel 1822 sposò Dorothea Händel, una zia del proprietario del Kuchengarten di Reudnitz. Il matrimonio si tenne nella Gedächtniskirche Schönefeld, poiché da diverso tempo il villaggio di Reudnitz non aveva più una chiesa. Tre dei sette figli della coppia morirono in tenera età. Al 1840, K. T. Queisser era indicato come intestatario del Kuchengarten, in cui si esibiva occasionalmente come solista negli spettacoli musicali che organizzava regolarmente nella locanda. Per ragioni sconosciute, l'intera proprietà fu venduta nel 1841/42 e Queisser si trasferì in un appartamento in affitto al n. 4 della Tauchaerstraße. Alla sua morte la vedova fu registrata nell'elenco degli indirizzi di Lipsia del 1848 come "vedova di un direttore musicale" („verw. Musik-Direktor“).